# SN 2006ke
SN 2006ke – supernowa typu Ia odkryta 19 października 2006 roku w galaktyce UGC 3365. W momencie odkrycia miała maksymalną jasność 18,70m.